# Пенчо Рачков
Пенчо Рачков е български хайдутин. В края на 18 век постъпва в четата на Янка войвода от село Манастирище. В битка с турците Янка е убита и войвода на дружината от 30 хайдути става Пенчо Рачков. Тази чета е разбита по-късно в местността „Любеново бранище“ между селата Черни връх и Войници, Ломско. Пенчо войвода бяга в Румъния, а семейството му се премества във Вълчедръм, където потомците му носят фамилното име Рачкови.